# Улица Степана Зоряна
Улица Степана Зоряна (арм. Ստեփան Զորյան փողոց) — короткая (около 300 м) улица Еревана, в центральном районе Кентрон. Образуя угол, проходит от улицы Спендиаряна до улицы Московян. Одна из границ Парка Сарьяна.

## История
Современное название в честь видного армянского советского писателя академика АН Армянской ССР Степана Зоряна (1890—1967).

## Достопримечательности
Жилая застройка улицы образована домом № 31 по улице Московян («Дом энергетиков»), построенным для работников Гюмушской ГЭС и считающимся одним из самых красивых зданий Еревана. Дом стал известен во всём СССР после того как в фильме «Мужчины» выступил домом героини — Карине.

## Известные жители
д. 31 (ул. Московян) — 

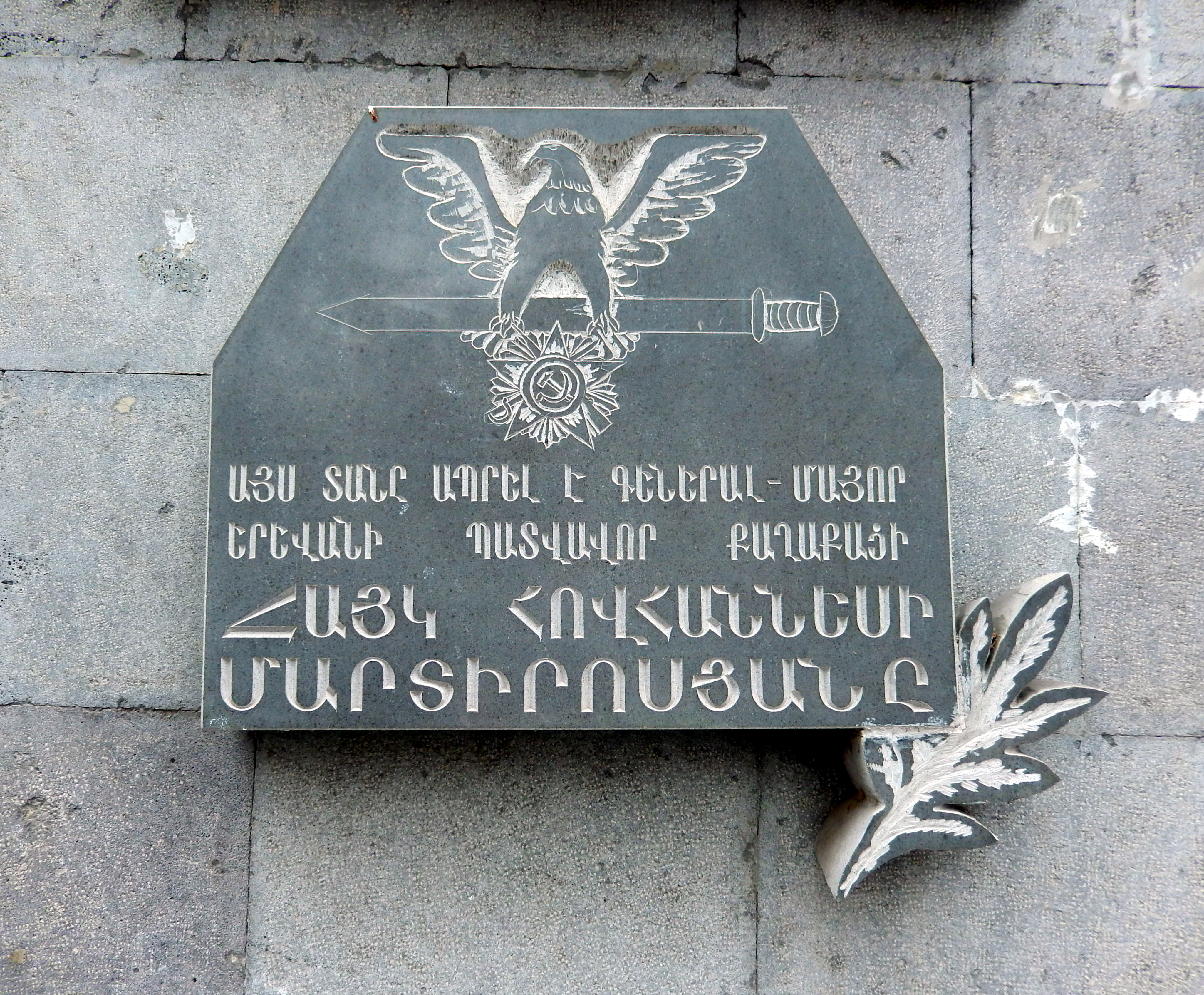
Мемориальная доска Г. О. Мартиросяну

- Дж. С. Киракосян (мемориальная доска)

- Г. О. Мартиросян (мемориальная доска)

- В. М. Секоян (мемориальная доска)

- Леонид Гурунц (мемориальная доска)

- Татул Алтунян (мемориальная доска)

- Гегам Арутюнян (мемориальная доска)